# Heinrich Handelmann

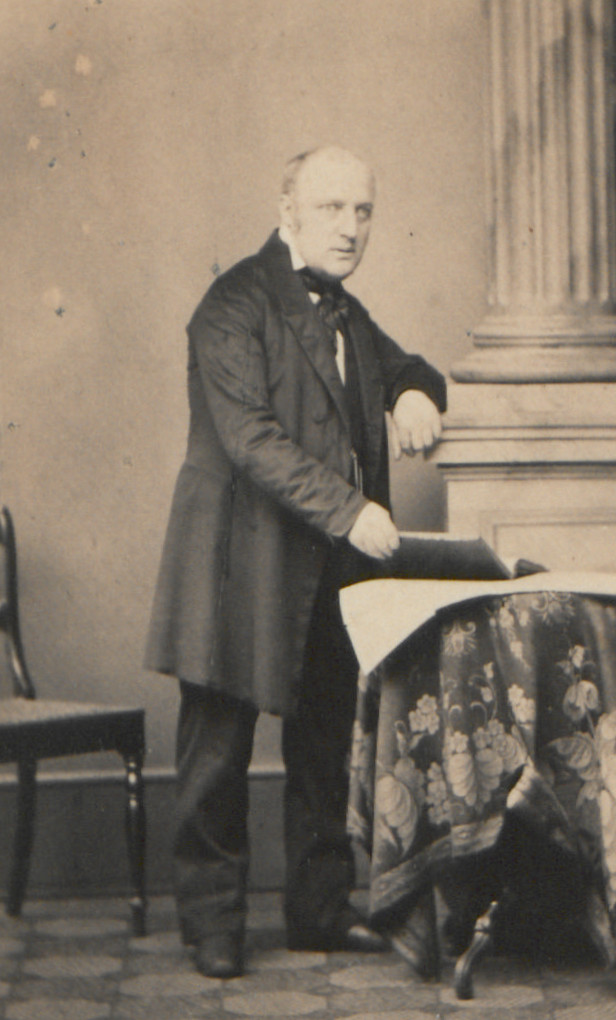
Heinrich Handelmann, 1861 fotografiert von Johann Martin Graack

Gottfried Heinrich Handelmann (* 9. August 1827 in Altona; † 26. April 1891 in Kiel) war ein deutscher Geschichtsforscher. 

## Leben und Wirken
Heinrich Handelmann wurde im damals vom König von Dänemark regierten Herzogtum Holstein geboren und war von 1841 bis 1847 Schüler des Christianeums in Altona. Er studierte von 1847 bis 1853 in Heidelberg, Kiel, Berlin und Göttingen Philologie und Geschichte. Er nahm von 1848 bis 1850 aktiv an der Erhebung der Herzogtümer Schleswig und Holstein gegen den dänischen König teil, der plante, die Personalunion der Herzogtümer mit Dänemark in eine Realunion umzuwandeln, sie also de facto Dänemark einzugliedern. Auch danach gehörte er zu den Führern der deutschen Partei, also derjenigen Kräfte, die die Zugehörigkeit der Herzogtümer zu Deutschland verfochten.
Während er am Anfang seiner wissenschaftlichen Tätigkeit noch über die Geschichte der Hanse forschte, wandte er sich nach seiner Habilitation an der Christian-Albrechts-Universität zu Kiel bald der neuzeitlichen Geschichte zu und stellte diese auch in den Mittelpunkt seiner Vorlesungstätigkeit. In den folgenden Jahren veröffentlichte er Werke über die Geschichte der Vereinigten Staaten, Haitis und Brasiliens. Mit seiner Wahl zum Sekretär der Gesellschaft für die Sammlung der Altertümer im Jahr 1861 weitete sich sein Arbeitsschwerpunkt in den Bereich der Archäologie und der Volkskunde aus. Im Rahmen der Verhandlungen um die Nachfolge Wilhelm Junghans als Lehrstuhlinhaber für Geschichte in Kiel wurde Handelmann 1866 zum Konservator des Museums vaterländischer Alterthümer und zum Professor für schleswig-holsteinische Geschichte ernannt; den Lehrstuhl erhielt allerdings Heinrich von Treitschke. In der Folgezeit widmete sich Handelmann immer weniger der Lehre an der Universität und konzentrierte sich auf die Neuordnung des Museums und die systematische Erschließung der schleswig-holsteinischen Archäologie.

## Schriften
- Die letzten Zeiten hansischer Übermacht im skandinavischen Norden. Kiel 1853.
- Geschichte der Vereinigten Staaten. Bd. 1, Kiel 1856.
- Geschichte der Insel Haiti. Kiel 1860.
- Geschichte von Brasilien. Berlin 1860. Wieder aufgelegt und um einen Nachtrag zur Geschichte Brasiliens seit 1860 ergänzt von Gustav Faber. Manesse, Zürich 1987. ISBN 3-7175-8118-X.
- Die dänische Reunionspolitik um die Zeit des Siebenjährigen Kriegs. In: Forschungen zur deutschen Geschichte. Bd. 5 und 10.
- Der Herzog Adolf von Holstein-Gottorp. Kiel 1865.
- Vorgeschichtliche Steindenkmäler in Schleswig-Holstein. 3 Hefte, Kiel 1872–1874.
- Geschichte von Schleswig. Kiel 1873.
- Moorleichenfunde in Schleswig-Holstein. Kiel 1873, gemeinsam mit Adolf Pansch (die erste Zusammenstellung deutscher Moorleichenfunde)
- Die amtlichen Ausgrabungen auf Sylt. 2 Teile, Kiel 1873–1882.
- Vorgeschichtliche Altertumskunde von Schleswig. Kiel 1875.

Handelmann gab von 1858 bis 1863 zusammen mit Theodor Lehmann die Jahrbücher für die Landeskunde der Herzogtümer Schleswig-Holstein und Lauenburg heraus.